# Марко Шварц
Марко Шварц (нім. Marco Schwarz) — австрійський гірськолижник, що спеціалізується в технічних дисциплінах, олімпійський медаліст, чемпіон світу, призер чемпіонатів світу.
Срібну олімпійську медаль Шварц виборов на Пхьончханській олімпіаді 2018 року в командних змаганнях з паралельного слалому. 
Чемпіоном світу Шварц став, вигравши змагання з гірськолижної комбінації на чемпіонаті світу 2021 року, що проходив в італійській Кортіні-д'Ампеццо. На тому ж чемпіонаті світу він здобув бронзову медаль у гігантському слаломі.

## Зовнішні посилання
- Досьє на сайті FIS [Архівовано 27 грудня 2016 у Wayback Machine.]

## Виноски
1. 1 2  Olympedia — 2006.
2. ↑  Mixed team results